# Allomyrina
Allomyrina (лат.) — род жуков из подсемейства Dynastinae в семействе пластинчатоусые.

## Описание
Крупные жуки, длина тела которых достигает вместе с головным рогом 82 мм. Тело очень большое, сильно выпуклое, овальной формы, тёмной, красно-бурой или бурой окраски. Голова небольшая, наличник кпереди сужен, с прямым или несколько выемчатым передним краем. Глазные лопасти короткие и широкие. Рог на голове у самца очень длинный, направлен вперёд и немного вверх, на вершине однократно или двукратно раздвоен; у самки вместо рога на голове находится тройной бугорок. Усики 10-члениковые.
Переднеспинка поперечная, выпуклая, почти такой же ширины, как и надкрылья, у самца с направленным вперёд и раздвоенным на вершине рогом, у самки на его месте небольшое углубление. Надкрылья широкие, овальные.
Ноги очень сильные, довольно длинные. Передние ноги самца несколько удлинены.

## Размножение
Личинки развиваются в древесине.

## Ареал
Ареал рода охватывает Японию, Корею, весь Восточный Китай, Индокитай, полуостров Малакка, Филиппинские острова, Борнео.

## Виды
Род включает в себя 6 видов:
- Allomyrina davidis
- Allomyrina dichotoma
- Allomyrina inchachina
- Allomyrina pfeifferi
- Allomyrina takarai
- Allomyrina tsunobosonis